# Фабіо Фаціо
Фабіо Фаціо (італ. Fabio Fazio) (30 листопада 1964) — італійський журналіст і телеведучий.

## Біографія
Був ведучим фестивалю Sanremo Music Festival в 1999, 2000 і в червні 2012 року.